# Aphria longilingua
Aphria longilingua är en tvåvingeart som beskrevs av Camillo Rondani 1861. Aphria longilingua ingår i släktet Aphria och familjen parasitflugor. Arten har ej påträffats i Sverige. Inga underarter finns listade i Catalogue of Life.